# 黎天才
黎天才（1866年1月31日—1927年7月8日），字辅臣，彝族，云南丘北黎家庄人。清朝及中华民国军事将领。

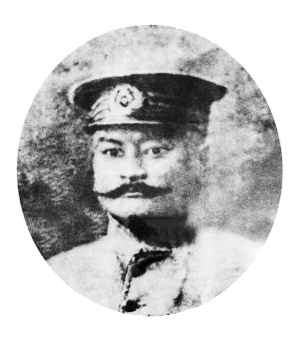

## 生平
1881年，黎天才在云南投清军衡字营当列兵。1883年，他随军参加中法战争，因作战英勇而被破格提拔为军官。中法战争结束之后，他率军驻守滇缅边界，后升任都司衔蓝翎守备。1893年后，他先后在贵州、浙江、山西、四川、广东等地任职，官至都司。
1911年辛亥革命时，黎天才正驻守于上海吴淞，被革命党人说服而举兵起义反清，参加了上海光复的战斗，任沪军都督府吴淞军政分府水陆军统领。此后他到江苏镇江和各地民军将领组成攻宁总司令部，准备攻取南京。11月14日，他率沪淞军自上海直捣南京，攻占南京外围的乌龙山、幕府山。民军攻克南京后，他被推为江南第一镇统制，后在湖北留守，任江南留鄂陆军第一师师长。1912年他授陆军中将。他还获得二等文虎章、二等嘉禾章。1915年，他任襄郧镇守使，兼任陆军第十一师师长（该师是1915年4月由江南留鄂陆军第一师改编而成）。他还获授二等宝光嘉禾章。1916年1月，陆军第十一师改称陆军第九师，他仍任陆军第九师师长。
1917年12月16日，黎天才在湖北襄阳率陆军第九师宣布自主，脱离北洋政府，他更被推举为湖北靖国联军总司令，带领靖国军参加护法战争，陆续攻占兴山、秭归、巴东并占领了恩施，晋升陆军上将，获一等文虎章。 1918年初他联合王天纵等人组成河南、湖北、陕西三省联军总司令部，他被推举为总司令。他和程璧光、李烈钧、熊克武等人联名通电，要求恢复民元国会。1月25日，襄阳被北洋陆军第三师佔领，黎天才退至郧阳。1920年冬，他退守鄂西。1921年，他被孙传芳等部击败。此后，他率部转进四川。1922年，他回到云南，被唐继尧任命为云南东南边防督办，驻防于广南。1923年，北洋将军府授他为将军。此后他在昆明闲居。
1927年7月8日黎天才在昆明病逝，享年62岁。
其遗体安葬于老家黎家庄。黎天才墓后来成为文山壮族苗族自治州州级重点文物保护单位。